# آلبرت کاگی
آلبرت کاگی (انگلیسی: Albert Kägi؛ زادهٔ ۲۲ دسامبر ۱۹۱۲) دوچرخه‌سوار اهل سوئیس است.